# Football League Championship de 2015–16
O Football League Championship de 2015–16 é a 113ª edição da "Segunda Divisão" do futebol Inglês, a vigésima terceira sob o formato atual.

## Times

### Mudança de Times
No final da temporada anterior foram promovidos diretamente para a Premier League o Bournemouth, e o Watford, classificados em primeiro e segundo lugar respectivamente, no final da temporada regular. No final do Play-off, depois de ter atingido a 3ª posição na classificação, atingiu a promoção também o Norwich City, retornando de maneira imediata para a Premier League. O Millwall (22°), Wigan (23°) e o Blackpool (24°) foram rebaixados para a Football League One de 2015–16. Em seus lugares os três rebaixado da Premier League, são o Hull City, Burnley e o Queens Park Rangers, respectivamente "18°, 19° e 20°", e os três recém-promovidos da League One: Bristol City, Milton Keynes Dons, e o Preston North End após os play-offs.
| Equipe                 | Cidade             | Estádio                |
| ---------------------- | ------------------ | ---------------------- |
| Birmingham City        | Birmingham         | St Andrew's Stadium    |
| Blackburn              | Blackburn          | Ewood Park             |
| Bolton Wanderers       | Bolton             | Reebok Stadium         |
| Brentford              | Londres            | Griffin Park           |
| Brighton & Hove Albion | Brighton           | AMEX Community Stadium |
| Bristol City           | Bristol            | Ashton Gate Stadium    |
| Burnley                | Burnley            | Turf Moor              |
| Cardiff City           | Cardiff            | Cardiff City Stadium   |
| Charlton Athletic      | Londres            | The Valley             |
| Derby County           | Derby              | Pride Park Stadium     |
| Fulham                 | Londres            | Craven Cottage         |
| Huddersfield Town      | Huddersfield       | Galpharm Stadium       |
| Hull City              | Kingston upon Hull | KC Stadium             |
| Ipswich Town           | Ipswich            | Portman Road           |
| Leeds United           | Leeds              | Elland Road            |
| Middlesbrough          | Middlesbrough      | Riverside Stadium      |
| Milton Keynes Dons     | Milton Keynes      | Stadium:mk             |
| Nottingham Forest      | Nottingham         | City Ground            |
| Preston North End      | Preston            | Deepdale               |
| Queens Park Rangers    | Londres            | Loftus Road            |
| Reading                | Reading            | Madejski Stadium       |
| Rotherham United       | Rotherham          | New York Stadium       |
| Sheffield Wednesday    | Sheffield          | Hillsborough Stadium   |
| Wolverhampton          | Wolverhampton      | Molineux Stadium       |

| Pos | Equipes                  | Pts | J  | V  | E  | D  | GM | GS | SG  | Classificação ou rebaixamento                         |
| --- | ------------------------ | --- | -- | -- | -- | -- | -- | -- | --- | ----------------------------------------------------- |
| 1.  | Middlesbrough            | 55  | 26 | 17 | 4  | 5  | 37 | 13 | +24 | Promoção à Premier League de 2016-17                  |
| 2.  | Hull City                | 53  | 27 | 16 | 5  | 6  | 44 | 18 | +26 | Promoção à Premier League de 2016-17                  |
| 3.  | Derby County             | 49  | 27 | 13 | 10 | 4  | 38 | 21 | +17 | Classificação para os play-offs                       |
| 4.  | Burnley                  | 48  | 27 | 13 | 9  | 5  | 42 | 24 | +18 | Classificação para os play-offs                       |
| 5.  | Brighton and Hove Albion | 47  | 27 | 12 | 11 | 4  | 32 | 27 | +5  | Classificação para os play-offs                       |
| 6.  | Sheffield Wednesday      | 45  | 27 | 12 | 9  | 6  | 41 | 30 | +11 | Classificação para os play-offs                       |
| 7.  | Ipswich Town             | 45  | 27 | 12 | 9  | 6  | 37 | 32 | +5  |                                                       |
| 8.  | Birmingham City          | 43  | 27 | 12 | 7  | 8  | 34 | 28 | +6  |                                                       |
| 9.  | Cardiff City             | 40  | 27 | 10 | 10 | 7  | 33 | 29 | +4  |                                                       |
| 10. | Wolverhampton Wanderers  | 37  | 27 | 10 | 7  | 10 | 36 | 37 | -1  |                                                       |
| 11. | Brentford                | 36  | 27 | 10 | 6  | 11 | 38 | 39 | -1  |                                                       |
| 12. | Nottingham Forest        | 35  | 27 | 8  | 11 | 8  | 29 | 25 | +4  |                                                       |
| 13. | Preston North End        | 35  | 27 | 8  | 11 | 8  | 24 | 24 | 0   |                                                       |
| 14. | Reading                  | 34  | 27 | 9  | 7  | 11 | 31 | 30 | +1  |                                                       |
| 15. | Queens Park Rangers      | 34  | 27 | 8  | 10 | 9  | 34 | 34 | 0   |                                                       |
| 16. | Huddersfield Town        | 32  | 27 | 8  | 8  | 11 | 36 | 37 | -1  |                                                       |
| 17. | Leeds United             | 32  | 27 | 7  | 11 | 9  | 27 | 32 | -5  |                                                       |
| 18. | Blackburn                | 29  | 26 | 6  | 10 | 11 | 23 | 23 | 0   |                                                       |
| 19. | Fulham                   | 28  | 27 | 6  | 10 | 11 | 43 | 47 | -4  |                                                       |
| 20. | Milton Keynes Dons       | 26  | 27 | 7  | 5  | 15 | 22 | 38 | -16 |                                                       |
| 21. | Rotherham United         | 24  | 27 | 7  | 3  | 17 | 32 | 47 | -15 |                                                       |
| 22. | Bristol City             | 24  | 27 | 5  | 9  | 13 | 24 | 46 | -22 | Zona de Rebaixamento à Football League One de 2016-17 |
| 23. | Charlton Athletic        | 20  | 27 | 4  | 8  | 15 | 21 | 53 | -32 | Zona de Rebaixamento à Football League One de 2016-17 |
| 24. | Bolton                   | 17  | 27 | 2  | 11 | 14 | 21 | 45 | -24 | Zona de Rebaixamento à Football League One de 2016-17 |

| Ranking | Jogador           | Clube                    | Gols |
| ------- | ----------------- | ------------------------ | ---- |
| 1       | Charlie Austin    | QPR                      | 5    |
| 2       | Nick Blackman     | Reading                  | 4    |
| 2       | Tomer Hemed       | Brighton and Hove Albion | 4    |
| 2       | Jonathan Kodjia   | Bristol City             | 4    |
| 2       | Chris Martin      | Derby County             | 4    |
| 2       | Orlando Sá        | Reading                  | 4    |
| 2       | Freddy Sears      | Ipswich Town             | 4    |
| 8       | Benik Afobe       | Wolverhampton Wanderers  | 3    |
| 8       | Mirco Antenucci   | Leeds United             | 3    |
| 8       | Tjaronn Chery     | QPR                      | 3    |
| 8       | Clayton Donaldson | Birmingham City          | 3    |
| 8       | Kike              | Middlesbrough            | 3    |
| 8       | Andre Gray        | Brentford                | 3    |
| 8       | Michael Keane     | Burnley                  | 3    |
| 8       | Kazenga LuaLua    | Brighton and Hove Albion | 3    |
| 8       | Joe Mason         | Cardiff City             | 3    |
| 8       | Chris Wood        | Leeds United             | 3    |